# بطری ساحلی
ولگرد ساحلی (به انگلیسی: The Beach Bum) یک فیلم استونر کمدی آمریکایی به کارگردانی هارمونی کورین است که در ۹ مارس ۲۰۱۹ میلادی منتشر شد.

## بازیگران
- متیو مک‌کانهی در نقش مونداگ
- اسنوپ داگ در نقش ری
- آیلا فیشر در نقش مینی (همسر مونداگ)
- زک افران در نقش فلیکر (معتاد به ماری‌جوآنا)
- جونا هیل در نقش لوئیز
- جیمی بافت در نقش جیمی
- مارتین لارنس در نقش کاپیتان ویک